# Дага, Дэниел
Дэниел Демененге Дага (англ. Daniel Demenenge Daga; род. 10 января 2007) — нигерийский футболист, полузащитник клуба «Молде».

## Клубная карьера
Уроженец Макурди (штат Бенуэ), Дага тренировался в футбольной академии клуба «Карабана». В начале 2022 года дебютировал в основном составе клуба «Уан Рокет» во втором дивизионе чемпионата Нигерии. В том же году перешёл в клуб «Даккада», выступающий в высшем дивизионе чемпионата Нигерии. 15 января 2023 года забил гол в матче нигерийского чемпионата против «Байэлса Юнайтед».

## Карьера в сборной
В феврале и марте 2023 года в составе молодёжной сборной Нигерии сыграл на Кубке африканских наций (до 20 лет).
В мае 2023 года стал самым молодым игроком в составе сборной Нигерии до 20 лет, вызванным на молодёжный чемпионат мира в Аргентине. Во всех пяти матчах сборной Нигерии на турнире он выходил в стартовом составе. Нигерийцы выбыли из турнира в четвертьфинале, проиграв сборной Республики Корея. По итогам выступлений на турнире получил высокие оценки со стороны прессы.